# The Kovenant
The Kovenant är ett norskt industrimetalband från Bergen, bildat 1992. Bandet har tilldelats den norska Spellemannprisen (motsvarar grammis). The Kovenant gick ursprungligen under benämningen Covenant, men fick ändra detta då det svenska synthbandet Covenant hade copyright på denna benämning. Gruppen spelade i början symfonisk black metal men övergick sedermera till ett mer elektroniskt sound. Ett flertal profiler från den norska black metal-scenen spelar eller har spelat i bandet. Sarah Jezebel Deva har också sjungit med bandet.

## Medlemmar
Nuvarande medlemmar
- Psy Coma (Amund Svensson aka "Blackheart" och "Pzy-Clone") – gitarr, keyboard, programmering (1999– ), basgitarr (2002)
- Lex Icon (Stian André Arnesen aka "Nagash") – basgitarr, sång, keyboard (1999– ), trummor (2002)

Tidigare medlemmar
- Hellhammer (Jan Axel Blomberg) – trummor (1999–2003)
- Angel (Audun Stengel) – gitarr (2000–?)
- Küth (Kent Frydenlund) – trummor (2003–2009)
- Geir Bratland – keyboard (2003–2009)

Turnerande musiker
- Hellhammer (Jan Axel Blomberg) – trummor (2009–2010)
- Sverd – keyboard (2009–2010)
- Sarah Jezebel Deva – sång (2009–2010)

Medlemmar i Covenant
- Blackheart (Amund Svensson) – gitarr (1992–1999), keyboard (1993–1998), basgitarr (1994–1997)
- Nagash (Stian Arnesen) – sång (1992–1999), trummor, keyboard (1993–1997), basgitarr (1997–1999)
- Hellhammer (Jan Axel Blomberg) – trummor (1998–1999)
- Shnaga – trummor (1992–1993)
- Kharon – basgitarr (1994)
- Astennu (Jamie Stinson) – gitarr (1998–1999)
- Sverd (Steinar Sverd Johnsen) — keyboard (1998)
- Sarah Jezebel Deva – sång (1998)
- Kine Hult – keyboard (live) (1998)

## Diskografi

### Som Covenant
Demo
- 1994 – From the Storm of Shadows
- 1995 – Promo 1995

Studioalbum
- 1997 – In Times Before the Light
- 1998 – Nexus Polaris

### Som The Kovenant
Studioalbum
- 1999 – Animatronic
- 2000 – Nexus Polaris
- 2002 – In Times Before the Light
- 2003 – S.E.T.I.
- 2007 – In Times Before the Light 1995

EP
- 2003 – SETI 4-Track Club EP